# لونكيستون يونايتد
لونكيستون يونايتد هو نادي كرة قدم أسترالي